# Iñaki Salegui
Iñaki Salegui (* 10. Oktober 1966) ist ein ehemaliger spanischer Eishockeyspieler, der den Großteil seiner Karriere beim CG Puigcerdà in der spanischen Superliga spielte und mit dem Klub dreimal spanischer Pokalsieger wurde. Er ist der Topscorer der spanischen Nationalmannschaft.

## Karriere
Iñaki Salegui begann seine Karriere als Eishockeyspieler beim CG Puigcerdà, für den er in der Saison 1988/89 sein Debüt in der Spanischen Superliga gab. Mit den Nordkatalanen gewann er 1992 die Copa del Rey, den spanischen Pokalwettbewerb. 1998 wechselte zum Clermont-Auvergne Hockey Club. Mit dem Team aus der historischen Hauptstadt der Arverner konnte er 1999 die französische Division 1 gewinnen. Anschließend kehrte er nach Puigcerdà zurück und wurde mit dem Klub 2004 und 2005 erneut spanischer Pokalsieger. Anschließend spielte für den ebenfalls aus dem Norden Kataloniens stammenden Ligakonkurrenten CH Val d’Aran Vielha. Als dieser sich nach internen Querelen im Dezember 2007 vom Spielbetrieb der Superliga zurückzog, beendete Salegui vorerst seine Karriere. In der Spielzeit 2014/15 kehrte er für einige Spiele seines Stammvereins CG Puigcerdà noch einmal auf das Eis zurück.

### International
Für die spanische Nationalmannschaft debütierte Salegui bei der D-Weltmeisterschaft 1989. Anschließend spielte er bei den C-Weltmeisterschaften 1993, 1998 und 2000, den C2-Weltmeisterschaften 1994 und 1995 sowie den D-Weltmeisterschaften 1996, 1997 und 1999. Nach der Umstellung auf das heutige Divisionensystem spielte er bei den Weltmeisterschaften 2001, 2002, als er Torschützenkönig des Turniers wurde, 2003, 2004, 2005, 2006, 2007 und 2008 in der Division II. Mit 88 Punkten ist er der Topscorer der spanischen Nationalmannschaft.

## Erfolge und Auszeichnungen
- 1992 Spanischer Pokalsieger mit dem CG Puigcerdà
- 1997 Aufstieg in die C-Gruppe bei der D-Weltmeisterschaft
- 1999 Meister der französischen Division 1 mit dem Clermont-Auvergne Hockey Club
- 1999 Aufstieg in die C-Gruppe bei der D-Weltmeisterschaft
- 2002 Torschützenkönig bei der Weltmeisterschaft der Division II, Gruppe B
- 2004 Spanischer Pokalsieger mit dem CG Puigcerdà
- 2005 Spanischer Pokalsieger mit dem CG Puigcerdà

### International
- 2010 Aufstieg in die Division I bei der Weltmeisterschaft der Division II
- 2014 Aufstieg in die Division II, Gruppe A, bei der Weltmeisterschaft der Division II, Gruppe B
- 2018 Aufstieg in die Division II, Gruppe A, bei der Weltmeisterschaft der Division II, Gruppe B